# شهرستان کوفه
شهرستان کوفه (به عربی: قضاء الکوفة) یک منطقهٔ مسکونی در عراق است که در استان نجف واقع شده‌است.